# Menetia concinna
Espèce
Statut de conservation UICN

 LC  : Préoccupation mineure
Menetia concinna est une espèce de sauriens de la famille des Scincidae.

## Répartition
Cette espèce est endémique du Territoire du Nord en Australie.

## Étymologie
Le nom spécifique concinna vient du latin concinnus, bien proportionné, régulier, joli, en référence à l'aspect de ce saurien.

## Publication originale
- Sadlier, 1984 : A new Australian scincid lizard, Menetia concinna, from the Alligator Rivers region, Northern Territory. Records of the Australian Museum, vol. 36, no 2, p. 45-49 (texte intégral).